# Khadija Er-Rmichi
Khadija Er-Rmichi (en arabe : خديجة الرميشي), née le 16 septembre 1989, est une footballeuse internationale marocaine qui joue au poste de gardienne de but à l'AS FAR.

## Biographie
Khadija Er-Rmichi voit le jour à Khouribga. Avant de se lancer définitivement dans le football, elle pratique l'athlétisme.

## Carrière en club

### Les débuts avec Atlas 05 Fkih Ben Salah
Khouribga ne possédant pas d'équipe féminine à son époque, la carrière de footballeuse de Khadija Er-Rmichi commence à l'Atlas 05 Fkih Ben Salah, à une cinquantaine de kilomètres de sa ville natale.
Avant de se spécialiser comme gardienne de but, Khadija joue à ses débuts en tant qu'attaquante.

### Passage à l'Olympique Khouribga puis au FC Berrechid (2007-2010)
En 2007, elle quitte l'Atlas 05 pour jouer dans un premier temps à Olympique Khouribga puis au FC Berrechid. Elle intègre rapidement l'équipe première avec laquelle elle évolue quatre saisons. C'est au FC Berrechid qu'elle change de poste pour devenir définitivement gardienne.

### Avec Laâyoune (2010-2012)
Khadija Er-Rmichi rejoint le Club municipal de Laâyoune avec lequel elle remporte deux titres de championnat, en 2011 et 2012. Cependant, avec ce même club elle ne parvient pas à remporter la Coupe du Trône, bien qu'ayant atteint la finale à deux reprises.

### Avec l'AS FAR (2012-)
Khadija Er-Rmichi évolue à l'AS FAR depuis 2012 où elle remporte dix-huit titres dont neuf de championnat national.

#### Ligue des champions 2021
Elle participe à la toute première édition de la Ligue des champions féminine de la CAF dont la phase finale se déroule en Égypte au mois de novembre 2021. Titulaire à tous les matchs, l'AS FAR termine à la troisième place.

#### Ligue des champions 2022: Sacre de l'AS FAR
Comme le Maroc est désigné comme pays hôte de la Ligue des champions 2022, l'AS FAR est qualifié d'office à la phase finale et ce, après avoir remporté le championnat national.
Khadija Er-Rmichi participe à toutes les rencontres en tant que titulaire.
Le 13 novembre 2022, l'AS FAR s'impose en finale et remporte la compétition pour la première fois de son histoire, et ce, aux dépens du tenant du titre Mamelodi Sundowns après s'être imposée 4 buts à 0.
Avec quatre clean-sheet et un seul but encaissé en cinq matchs joués, Khadija Er-Rmichi se voit décerner le titre de meilleure gardienne de la compétition.

## Carrière internationale
Khadija Er-Rmichi fait partie des joueuses les plus capées en équipe nationale du Maroc depuis qu'elle a intégré la sélection.
Elle est appelée pour la première fois en octobre 2010 sous la houlette d'Abid Oubenaissa pour participer à un rassemblement au Centre sportif de Maâmora.
Er-Rmichi dispute plusieurs campagnes de qualifications décevantes notamment pour la CAN, la Coupe du monde et les Jeux olympiques.
Avec le Maroc, elle ne parvient pas à se qualifier pour les phases finales de la CAN 2012, 2014, 2016, 2018.
Ni aux tournois finaux des Jeux olympiques 2012 et 2020.
Ce n'est qu'en 2022 que Khadija Er-Rmichi dispute une phase finale d'une compétition officielle.

### Coupe d'Afrique des nations 2022
Elle fait partie des 26 joueuses sélectionnées par Reynald Pedros qui prennent part à la CAN 2022 organisée au Maroc où la sélection se qualifie pour sa première phase finale de Coupe du monde.
Er-Rmichi est décisive lors de la séance de tirs au but en demi-finale contre le Nigeria en stoppant le tir d'Ifeoma Onumonu. Titulaire à tous les matchs de cette édition, son équipe termine à la 2e place en perdant face à l'Afrique du Sud en finale (2-1).

### Coupe du monde 2023: Le Maroc crée l'exploit
Khadija Er-rmichi fait partie des 28 joueuses présélectionnées par Reynald Pedros pour prendre part à un stage du 20 juin au 9 juillet 2023 à Lienz (Autriche) ainsi qu'aux matchs amicaux qui précèdent la Coupe du monde (contre l'Italie, la Suisse et la Jamaïque respectivement les 1er, 5 et 16 juillet).
Après le stage effectué en Autriche, Er-Rmichi est sélectionnée dans la liste finale des 23 joueuses retenues pour défendre les couleurs marocaines au Mondial.
Après s'être inclinées lourdement face aux Allemandes lors du premier match (6-0), les Marocaines se rattrapent le match suivant face à la Corée du Sud en s'imposant sur le score de 1-0, premier but et premier succès de la sélection dans la compétition. Puis lors de la dernière journée, les Lionnes de l'Atlas rééditent avec une autre victoire contre la Colombie (1-0). Dans le même temps la Corée du sud réussit à tenir en échec l'Allemagne (1-1). Résultats qui permettent au Maroc de décrocher une qualification historique pour les huitièmes de finale. Après cet exploit, les protégées de Reynald Pedros se frottent aux Françaises. Largement dominatrice, la France s'impose sur le score de 4-0 et l'aventure du Maroc au Mondial prend fin. Khadija Er-Rmichi joue l'ensemble des matchs disputées par le Maroc durant le tournoi et réussit à garder sa cage inviolée lors de deux rencontres.

### JO 2024: Echec des Marocaines au dernier tour
Dans le cadre des préparations aux qualifications des Jeux olympiques 2024, le Maroc reçoit la Zambie les 22 et 26 septembre 2023 pour une double confrontation amicale. Les Marocaines s'inclinent lors des deux rencontres. La première à Casablanca sur le score 2-0 et la deuxième à Rabat sur un lourd score de 6 à 2. Khadija Er-Rmichi est titularisée lors des deux matchs et encaisse huit buts dont cinq marqués par Barbra Banda.
Exemptée du premier tour, la sélection affronte la Namibie lors du 2e tour des qualifications des JO 2024. La Namibie étant dans l'incapacité de recevoir, les deux matchs se jouent au Maroc. Les Marocaines s'imposent lors des deux manches. La première à Marrakech le 26 octobre 2023 sur le score de 2-0, et la deuxième à Rabat avec le même score. Khadija Er-Rmichi dispute les deux rencontres en réalisant donc deux clean-sheets. Après avoir éliminé la Tunisie, le Maroc se confronte à la Zambie lors du dernier tour. Khadija Er-Rmichi arrête un pénalty lors de la manche aller disputée à Ndola le 5 avril 2024. Si elle est parvenue à s'imposer en Zambie lors du match aller sur le score de 2 buts à 1, la sélection marocaine ne parvient pas à se qualifier pour la phase finale des Jeux à la suite de sa défaite 2 à 0 au match retour à Rabat le 9 avril 2024 après prolongations.

### Coupe d'Afrique 2024: Nouvel échec en finale
Khadija Er-Rmichi est sélectionnée par Jorge Vilda pour une double confrontation amicale face à la RD Congo les 30 mai et 3 juin à 2024 Berkane. Le Maroc s'impose lors des deux rencontres avec Khadija Er-Rmichi dans les buts.
Elle est convoquée pour disputer deux matchs amicaux contre la Tanzanie et le Sénégal respectivement les 25 et 29 octobre 2024 au Stade Père-Jégo. Les Marocaines remportent les deux rencontres avec un score de 4-1 face aux Tanzaniennes et une large victoire face aux Sénégalaises, 7-0. Khadija Er-Rmichi ne prend part qu'à la rencontre face à la Tanzanie,.
Le 24 juin 2025, la FRMF annonce la liste finale pour la CAN 2024. Khadija Er-Rmichi fait partie des joueuses retenues par Jorge Vilda. Le Maroc qui atteint la finale pour la deuxième fois consécutive, ne parvient pas à remporter le titre. Durant cette édition, les Marocaines terminent première de leur groupe après un nul face aux Zambiennes (2-2), une victoire face aux Congolaises (4-2) et un succès face aux Sénégalaises (1-0). En quart de finale, le Maroc élimine le Mali (3-1) puis s'impose en demi-finale aux tirs au but face Ghana (4-2, 1-1 après prolongations). Les joueuses de Jorge Vilda s'inclinent en finale face au Nigeria (3-2) après avoir mené au score (2-0) jusqu'à l'heure de jeu. Khadija Er-Rmichi prend part à l'ensemble des rencontres du tournoi en tant que titulaire.

## Palmarès
| AS FAR (28) | FC Berrechid (2)                                                                                                  | CM Laâyoune (2)                                                                                 | Équipe du Maroc (2) |
| --- | --- | ----------------------------------------------------------------------------------------------- | --- |
| - Championnat du Maroc (12): - Championne : 2013, 2014, 2016, 2017, 2018, 2019, 2020,2021, 2022, 2023, 2024, 2025 - Vice-championne : 2015 - Coupe du Trône (12): - Vainqueur : 2013, 2014, 2015, 2016, 2017, 2018, 2019, 2020, 2021, 2022, 2023, 2024 - Supercoupe Maroc-Émirats (1) : - Vainqueur : 2016 - Tournoi de l'UNAF (2) : - Vainqueur : 2021, 2024 - Ligue des champions de la CAF (1) : - Vainqueur : 2022 - Finaliste : 2024 - 3e place : 2021, 2023 | - Championnat du Maroc (1): - Championne : 2008 - Vice-championne : 2010 - Coupe du Trône (1): - Vainqueur : 2008 | - Championnat du Maroc (2): - Championne : 2011, 2012 - Coupe du Trône - Finaliste : 2011, 2012 | - Coupe d'Afrique des nations - Finaliste : 2022 et 2024 - Tournoi UNAF (1) - Vainqueur : 2020 - Coupe Aisha Buhari - 2e place : 2021 - Tournoi de Malte (1) - Vainqueur : 2022 |

### Distinctions individuelles
- Meilleure gardienne du championnat marocain : 2018[20], 2022[21], 2023[22], 2024[23]
- Meilleure gardienne de la Ligue des champions de la CAF : 2022.
- Dans le onze-type de la Ligue des champions CAF 2022[24].